# Tricimba tibialis
Tricimba tibialis är en tvåvingeart som beskrevs av Ismay 1993. Tricimba tibialis ingår i släktet Tricimba och familjen fritflugor. Inga underarter finns listade i Catalogue of Life.